# Каменари
Камена́ри (болг. Каменари) — село у Великотирновській області Болгарії. Входить до складу общини Єлена.

## Населення
За даними перепису населення 2011 року у селі проживала 231 особа.
Національний склад населення села:
| Національність   | Кількість осіб | Відсоток |
| ---------------- | -------------- | -------- |
| болгари          | 117            | 52,0%    |
| турки            | 98             | 43,6%    |
| цигани           | 5              | 2,2%     |
| Всього відповіли | 225            |          |

Розподіл населення за віком у 2011 році:
Динаміка населення: